# Charles Wegelius
Charles Wegelius (Espoo, Finlàndia, 26 d'abril de 1978) és un ciclista britànic, professional des del 1999 al 2011. Actualment és director esportiu de l'equip Cannondale-Drapac.

## Palmarès
- 1999
  -  Campió del Regne Unit sub-23 en ruta

### Resultats al Tour de França
- 2007. 45è de la classificació general
- 2009. 59è de la classificació general
- 2010. No surt (11a etapa)

### Resultats al Giro d'Itàlia
- 2004. 48è de la classificació general
- 2005. 46è de la classificació general
- 2006. 58è de la classificació general
- 2007. Abandona (18a etapa)
- 2008. 69è de la classificació general
- 2009. 105è de la classificació general
- 2010. 29è de la classificació general

### Resultats a la Volta a Espanya
- 2005. 60è de la classificació general
- 2006. Abandona per caiguda (5a etapa)
- 2009. Abandona (4a etapa)